# Evdem z Rodosa
Evdem z Rodosa [evdém z ródosa] (starogrško Εύδημος ὁ Ρόδιος, latinizirano: Eúdemos hó Ródios), starogrški filozof in matematik, * okoli 344 pr. n. št. otok Rod, Grčija, † okoli 260 pr. n. št.

## Življenje in delo
Evdem je bil Herodotov rojak. Razširjal in tolmačil je Aristotelova dela, svojega učitelja. Njegov pogled na etiko je obdelal v delu Evdemova etika v sedmih knjigah. Njegova dela iz zgodovine znanosti (geometrije, aritmetike, astronomije in teoloških ved), katera so ohranjena samo v delih, so pomemben izvor za proučevanje antičnih astronomov in matematikov. Velja za prvega zgodovinarja matematike. 
Trdil je, da je Hipokrat svojo trditev posplošitve Pitagorovega izreka dokazal že pred Evdoksom. V svojem delu Seznam matematikov je zapisal: »Pitagora je preustvaril ukvarjanje s to vejo znanja (matematiko) v resnično znanost, ko je njene osnove preučeval z višjega stališča.« Po njem matematika pred Grki še ni bila znanost. Napisal je tudi delo Physika.